# Till Eulenspiegel
Till Eulenspiegel književni je lik. Usmena predaja o Eulenspiegelu datira još iz srednjovjekovne Njemačke. 
Prema predaji rođen je oko 1300. godine u Kneitlingenu, nedaleko Braunschweiga. Putovao je po Svetom Rimskom Carstvu posebice sjevernom Njemačkom, i umire u Möllnu, 1350. godine. U Möllnu postoji i nadgrobni spomenik posvećem Eulenspiegelu međutim ne postoji dokaz da se radi o osobi s kojom se poistovjećuje književni lik. 
U narodnim pričama Eulenspiegel je prepredenjak koji se šali na račun svojih suvremenikia. Predmet njegovih smicalica uglavnom su obrtnici, no ni plemstvo pa čak ni papa nisu posteđeni. 
Poljsko-ruski baletan i koreograf Wacław Niżyński postavio je balet Till Eulenspiegel u Metropolitan operi u New Yorku. Balet je postavljen po srednjovjekovnoj priči, a za glazbu bio je odgovoran Richard Strauss sa simfonijskom pjesmom Till Eulenspiegels lustige Streiche (Op.28, 1894-95).